# Sharon Robinson

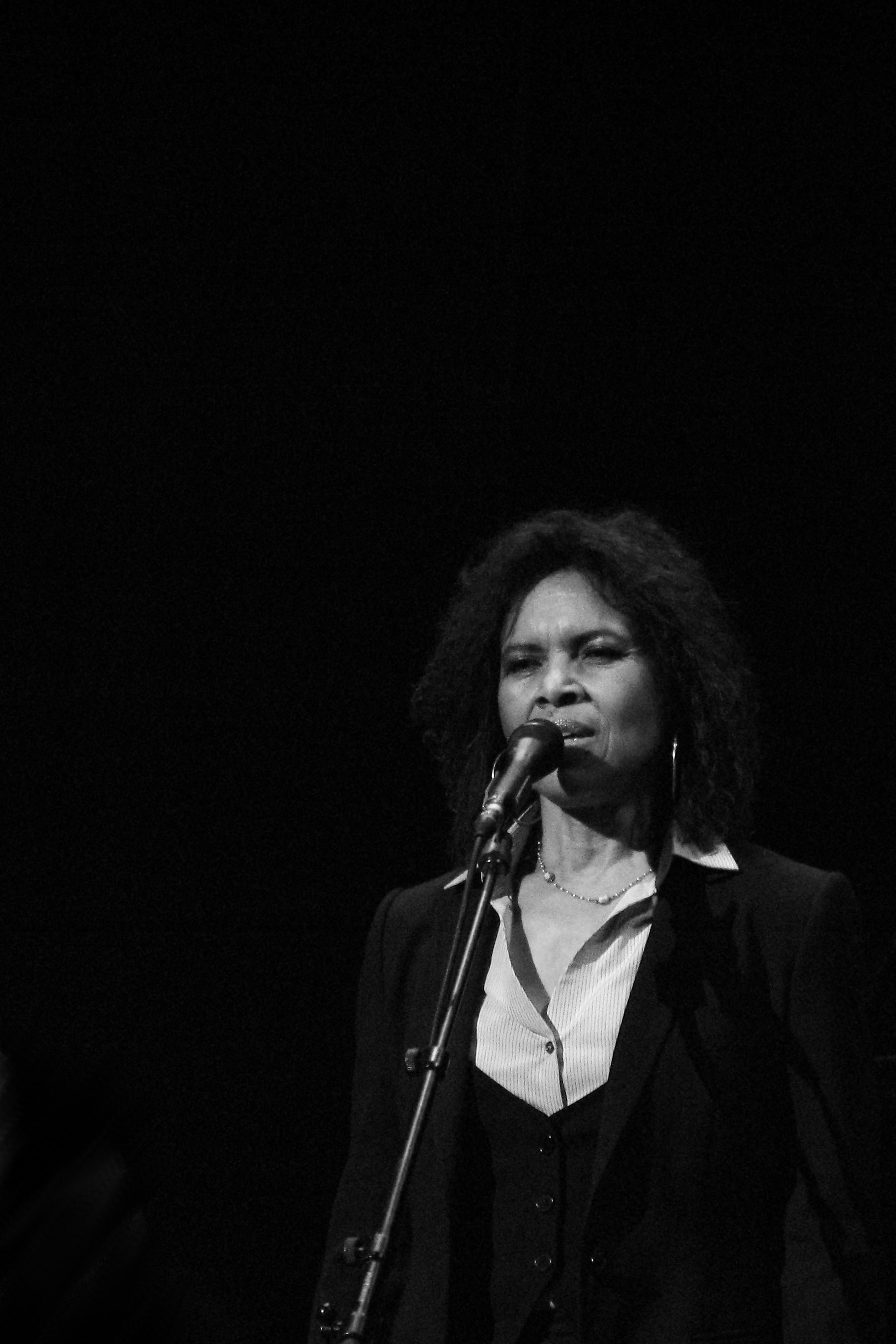
Sharon Robinson (2008)

Sharon Robinson (* 1958 in San Francisco) ist eine US-amerikanische Sängerin, Komponistin und Musikproduzentin. Sie wurde durch ihre jahrzehntelange Zusammenarbeit mit Leonard Cohen bekannt, hat aber auch Songs für andere Künstler geschrieben. Ihr erstes Soloalbum veröffentlichte sie im Jahr 2008.

## Biografie
Sharon Robinson wurde in San Francisco geboren. Die Familie zog nach Los Angeles, als sie fünf Jahre alt war. Mit sechs Jahren begann sie das Klavierspielen zu erlernen, mit zwölf schrieb sie ihre ersten eigenen Songs. Als 16-Jährige nahm sie mit den Jazz Crusaders um Joe Sample eine Demo auf, die ihr einen Plattenvertrag einbrachte. Die Plattenfirma ging jedoch ein, bevor ihre Platte produziert wurde.
In der Schule zeichnete sich Sharon Robinson durch ihre Leistungen aus. In der Begabtenförderung des National Merit Scholarship Program erreichte sie das Halbfinale. Dadurch erhielt sie zwar kein Stipendium der U.S. National Merit Corporation, aber ein Stipendium des Salem College in West Virginia. Nach der Hälfte ihres Studiums verließ sie das College, um mit einer Top-40-Coverband durchs Land zu reisen und aufzutreten. Nach einigen Jahren kehrte sie ans College zurück, diesmal ans California Institute of the Arts, um Musik zu studieren. Ein Jahr später trat sie wieder auf, zunächst als Session-Sängerin und dann als Sängerin und Tänzerin in Ann-Margrets Las-Vegas-Revue in den Jahren 1976 bis 1985.

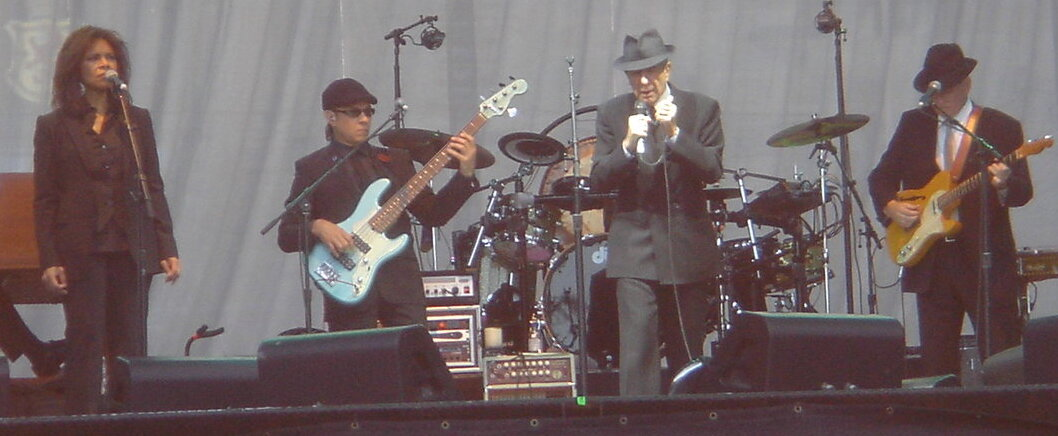
Sharon Robinson 2008 während der Tournee mit Leonard Cohen

### Zusammenarbeit mit Leonard Cohen
Durch Empfehlung eines Sängerkollegen wurde Sharon Robinson von Leonard Cohen als Backgroundsängerin für die Field Commander Cohen Tour 1979 und 1980 engagiert. Während der Tournee schrieben beide den Song Summertime, der später von Diana Ross (für das Album Red Hot Rhythm & Blues, 1987) und Roberta Flack aufgenommen wurde. Dieses Stück brachte ihr den Durchbruch als Komponistin.
Die Tournee begründete die Freundschaft zwischen Robinson und Cohen. In den folgenden Jahren beschäftigten sich beide im Mount Baldy Zen Center mit dem Zen-Buddhismus. 1989 wurde Cohen Taufpate von Robinsons Sohn Michael.
Robinson und Cohen schrieben auch gemeinsam die Songs Everybody Knows und Waiting for the Miracle, die 1988 und 1992 veröffentlicht wurden.
An Cohens Comeback-Album Ten New Songs (2001) war Robinson nicht nur als Ko-Autorin beteiligt, sondern auch als Produzentin, Arrangeurin und Sängerin. Einzelne Stücke enthalten bis zu 20 Background-Stimmen, die alle von Sharon Robinson gesungen werden. Außerdem spielte bzw. programmierte sie fast alle (elektronischen) Instrumente. Die Aufnahmen entstanden in ihrem Privatstudio in einer Garage. Das Titelbild zeigt die Gesichter von Robinson und Cohen nebeneinander.
Zu Leonard Cohens Album Dear Heather (2004) trug Sharon Robinson zwei Stücke bei. In The Letters und Go No More A-Roving singen beide im Duett.
In den Jahren 2008 bis 2010 und 2012/2013 ging Sharon Robinson ebenfalls wieder mit Leonard Cohen auf Tournee. Ihren Song Boogie Street führte sie dabei als Solosängerin auf, während Cohen sich auf die Rolle des Backgroundsängers beschränkte. Bei der zweiten Tournee interpretierte sie Alexandra Leaving.

### Arbeit für andere Künstler
Sharon Robinson schrieb Songs unter anderem für Aaron Neville, Diana Ross, Don Henley, Randy Crawford, Roberta Flack, Thelma Houston, Patti LaBelle und die Temptations. Zu ihren jüngsten Kompositionen zählen The High Road, von Bettye LaVette 2005 auf dem Album I’ve Got My Own Hell to Raise veröffentlicht, und mehrere Stück, die sie mit Chris Botti schrieb.

### Solokarriere
Ihr erstes Soloalbum Everybody Knows veröffentlichte Sharon Robinson 2008. Drei der Songs hatte sie gemeinsam mit Leonard Cohen geschrieben: Alexandra Leaving, Summertime und den Titelsong Everybody Knows. Das Cover gestaltete Leonard Cohen. Für den Vertrieb in Europa wurde dieses Bild zeitweise durch ein Foto von Robinson ersetzt.

## Diskographie

### Kooperation
- Ten New Songs (2001; mit Leonard Cohen)

### Solo-Alben
- Everybody Knows (2008)
- Caffeine (2015)

## Auszeichnungen
Bereits 1985 wurde Sharon Robinson mit einem Grammy ausgezeichnet. Sie erhielt die Auszeichnung zusammen mit den anderen Beteiligten am Soundtrack des Kinofilms Beverly Hills Cop. Robinsons Beitrag war der Song New Attitude, den Patti LaBelle aufgenommen hatte.